# Salvia peninsularis
Salvia peninsularis là một loài thực vật có hoa trong họ Hoa môi. Loài này được Brandegee miêu tả khoa học đầu tiên năm 1901.